# Die Liebe am Nachmittag
Die Liebe am Nachmittag (Originaltitel: L’Amour l’après-midi) ist ein Spielfilm des französischen Filmemachers Éric Rohmer aus dem Jahr 1972. Es ist der sechste und letzte Teil des Filmzyklus Sechs moralische Erzählungen, den Rohmer zehn Jahre zuvor begonnen hatte. Ein junger Familienvater fühlt sich, obwohl er seine Frau liebt, durch die Ehe eingeengt. Die Begegnung mit einer alten Freundin bestärkt ihn in seinem Wunsch, zwei Leben gleichzeitig zu leben.

## Handlung
Frédéric ist Sozius einer kleinen, aber erfolgreichen Pariser Kanzlei. Seine Frau Hélène ist Englischlehrerin und erwartet das zweite Kind. Obwohl er sie liebt, fühlt sich der junge Familienvater durch die Ehe eingeengt. Regelmäßig nimmt er die frühen Nachmittagsstunden frei und gibt sich in einem Café seinen Tagträumen hin. Diese drehen sich zumeist um Frauen, die er auf der Straße beobachtet und allesamt schön findet, seitdem sie für ihn unerreichbar sind. Eine seiner Phantasien ist, ein magisches Amulett zu besitzen, das ihm jede Frau zu Willen macht.
Eines Tages erscheint eine alte Bekannte in seinem Büro, Chloé, die einst einem Jugendfreund den Kopf verdreht hat und nun in einem Nachtclub arbeitet. Zuerst bleibt Frédéric reserviert, weil er glaubt, sie sei nur auf ihren Vorteil aus. Doch je öfter sie sich sehen, umso mehr findet er Gefallen an den regelmäßigen Begegnungen mit der attraktiven Frau. Obwohl er die Treffen, die stets an seinen freien Nachmittagen stattfinden, vor seiner Frau geheim hält, fühlt er sich keines Ehebruchs schuldig, da es zu keiner sexuellen Affäre kommt. Vielmehr ist es für Frédéric die Erfüllung eines lang gehegten Traums, zwei voneinander getrennte Leben gleichzeitig zu führen.
Chloés Affären mit anderen Männern scheitern immer wieder, und als ihr Kinderwunsch drängender wird, kommt für sie nur Frédéric als Vater in Betracht. In diesem wächst die Unsicherheit, ob er ihrer Verführung widerstehen könnte. Schließlich lädt sie ihn in ihre Wohnung ein und präsentiert sich ihm nackt im Bett. Beim Ausziehen wird sich Frédéric der Situation bewusst und flieht in Panik aus der Wohnung. Er nimmt sich im Büro frei, weil es ihn nur noch nach Hause zu seiner Frau zieht. Als er das erste Mal seit langem den Nachmittag mit Hélène verbringt, bricht diese in Tränen aus.

## Hintergrund
Die Liebe am Nachmittag ist der sechste und letzte Teil des Filmzyklus Sechs moralische Erzählungen, den Rohmer 1962 mit dem Kurzfilm Die Bäckerin von Monceau eingeleitet hatte. Anders als bei den vorigen Filmen beruhte das Drehbuch nicht auf einer älteren Kurzgeschichte, sondern wurde erst vier Wochen vor Beginn der Dreharbeiten abgeschlossen. Der Beginn, der Frédéric als Träumer im Fluss der Großstadt zeigt, der von den vorübergehenden Frauen angezogen wird, war inspiriert von Dostojewskis Novelle Weiße Nächte. In der Traumsequenz, in der er Frauen mit einem magischen Amulett beeinflusst, griff Rohmer das Thema von Claires Knie wieder auf: den Protagonisten in der Rolle Gottes oder in der Rolle eines Filmemachers, der über seine Figuren bestimmt. Rohmer zitierte in der Sequenz weitere Filme des Zyklus, indem er deren weibliche Darstellerinnen mit Eigenschaften ihrer damaligen Figuren auftreten ließ: Haydée Politoff mit der Ironie aus Die Sammlerin (1967), Françoise Fabian und Aurora Cornu mit der Offenheit aus Meine Nacht bei Maud (1969) und Claires Knie (1970), Laurence de Monaghan mit dem Zögern aus demselben Film. Ausgerechnet Béatrice Romand, die bravste der Figuren (ebenfalls aus Claires Knie), führt dem Protagonisten die Grenzen seines Traums vor Augen, als sie sich ihm verweigert. Es sind auch die Grenzen eines Filmemachers, dessen Phantasie auf den Widerstand der Realität trifft.
Die Parallelen zwischen dem Regisseur und seinem Protagonisten gehen über diese Sequenz hinaus: Zwar war Rohmer zum Entstehungszeitpunkt von Die Liebe am Nachmittag bereits älter als seine Figur, aber er war ebenfalls frisch verheiratet und hatte zwei kleine Söhne. Mit der Produktionsfirma Les Films du Losange hatte er ebenfalls eine Firma gegründet (deren Partner Daniel Ceccaldi auch im Film auftrat), er umgab sich mit jungen, hübschen Sekretärinnen (die im Film von echten Sekretärinnen gespielt wurden), vor allem aber: Er unterteilte seine Zeit ebenfalls in die Abende mit seiner Familie, die Arbeit im Büro, die Fahrten in Bus oder Métro, während derer er sich Geschichten ausdachte, und nachmittägliche Gespräche mit Schauspielerinnen und Möchtegern-Schauspielerinnen. Auch er lebte zwei parallele Leben, die sich kaum überschnitten: eines als Maurice Schérer und eines unter seinem Künstlernamen Éric Rohmer.
Während sich Rohmers Filme bis zu Die Liebe am Nachmittag vor allem um die Frage der Wahl gedreht hatten (Françoise oder Maud in Meine Nacht bei Maud, Laura oder Claire in Claires Knie), führte Rohmer nun das Thema der Dopplung ein, das sich durch sein künftiges Werk zog (etwa Vollmondnächte (1984) oder Triple Agent (2004)), eine utopische Hoffnung, durch mehrere Leben Grenzen von Konventionen oder Identität zu überschreiten. In diesem Sinne lässt sich auch die abschließende Flucht Frédérics vor der Affäre mit Chloe nicht bloß als Widerspruch zwischen Wort und Tat, Logos und Libido, verstehen, sondern als eine Wiedergewinnung von Freiheit, die, wie Rohmer in einem späteren Interview zu Wintermärchen (1992) ausführte, sich gerade darin ausdrückt, dass sie sich beschränkt. Es ist eine Rückkehr in seinen Zustand zu Beginn des Films, den eines Träumers, der weiter Luftschlösser bauen kann, ohne dass sie Konsequenzen haben.
Seinen Hauptdarsteller Bernard Verley hatte Rohmer schon recht früh gefunden. Er beschrieb ihn als „blond, blauäugig, ein bisschen verrückt: aber meine früheren Charaktere waren zu wenig verrückt“. Heimlich beobachtete er ihn in den Cafés im Quartier Saint-Germain-des-Prés, insbesondere im Café de Flore, wo er Stammgast war. Wie üblich versuchte Rohmer, Schauspieler und Rolle möglichst stark miteinander zu identifizieren, was so weit führte, dass er Verleys Frau Françoise als Hélène besetzte, obwohl diese bislang nur als Stylistin und Model gearbeitet hatte, und seine kleine Tochter für die Kinderszenen. Verley kommentierte: „Er war ein Dieb, der Gelegenheiten stahl auf Ausschau nach dem vorhersehbaren Unvorhergesehenen.“ Rohmer habe die Handlungen und Reaktionen seiner Schauspieler im Vorhinein genauestens studiert. „Er nutzte sie zu seinem Vorteil, und auch den Zufall, der einen kleinen Unterschied beisteuerte (es war dieser kleine Unterschied, den er hervorlockte).“ Mit Zouzou, der Muse von Saint-Germain-des-Prés, hatte Rohmer schon lange geliebäugelt. Er wollte sie zuerst in Die Sammlerin besetzen und plante in den 1960ern sogar ein unvollendetes Projekt Les Aventures de Zouzou. Wichtig war ihm die Disharmonie zwischen den beiden Figuren, ihre Schrillheit im grauen Büroalltag Frédérics, die ihre Anziehung zu etwas Unerwartetem, Unpassenden machte.
Die Dreharbeiten der Außenszenen waren im Herbst 1971 abgeschlossen, anschließend drehte Rohmer in zwei Wochen die Innenszenen im Studio, wo aus logistischen Gründen sowohl das Büro als auch Chloes Apartment nachgebaut wurden. Während der Kameramann Néstor Almendros dies begrüßte, da es ihm die Beleuchtung erleichterte, war es für Rohmer, der lieber unter der Einwirkung der Realität arbeitete, ein Kompromiss. Insbesondere die erotische Szene zwischen Verley und Zouzou fiel dem Regisseur nicht leicht, und er bat schließlich seinen Hauptdarsteller, den nackten Körper Zouzous für die Kamera zu arrangieren, während er sich verlegen auf den zweiten Stock zurückzog und die Szene nur von Ferne beobachtete. Die banale Einrichtung von Chloes Apartment unterstreicht im Film noch die Nacktheit der Schauspielerin, so dass sie wirkt wie auf einem Akt von Jean-Auguste-Dominique Ingres.

## Rezeption
Die Liebe am Nachmittag hatte in Frankreich über 900.000 Kinobesucher und war damit nach Meine Nacht bei Maud der zweiterfolgreichste Film des Zyklus an den Kinokassen. Die zeitgenössische Kritik war sich allerdings uneins über die Absichten des Filmemachers. So verglich Michel Capdenac in Les Lettres françaises Rohmers Film mit Boulevardtheater, das sich am Zeitgeschmack ausrichte und nicht über seinen engen bourgeoisen Horizont schauen könne: „Die Qualitäten des Stils kompensieren nicht die Leere der Absicht, […] die sich mit der herrschenden Moral sehr wohlfühlt.“ Noch deutlicher wurde Jean-Louis Bory in Le Nouvel Observateur: „Die moralische Erzählung wird moralisierend – und reaktionär. Wenn es Liebe am Nachmittag gibt, dann nur mit der Alten. Der Spaß wird ehelich sein oder gar nicht.“ Es gab jedoch auch Kritiker, die Rohmer für den revolutionären Gehalt seiner Figur Chloe feierten, die mit ihrem Feminismus und Erotizismus das Patriarchat herausfordere. Jean Eustache zeigte sich schlicht irritiert: „Ein Mann, der vor einem nackten Mädchen flieht! Ich verstehe es überhaupt nicht.“
In den Vereinigten Staaten, wo Rohmer den Film auf dem New York Film Festival vorstellte, wurde Die Liebe am Nachmittag sogar zum erfolgreichsten Teil des Zyklus. Dies war auch auf das besondere Interesse der Amerikaner am französischen Umgang mit dem Thema Ehebruch zurückzuführen, noch gesteigert durch die Tatsache, dass dieser am Ende gar nicht vollzogen wird. Laut Vincent Canby in der New York Times untersucht Rohmer im Film die „monogame Ehe, als sei sie die Gesamtsumme der gegenwärtigen Zivilisation“. Trotz der vergleichsweise zölibatären Entscheidung der Hauptfigur sei der Film sehr erotisch. „Nur weil Mr. Rohmer seinen Fokus kurz, klar und präzise hält, sieht man tief in das Leben seiner Charaktere ohne die prätentiösen Verzerrungen der meisten Filme, die sich mit Metaphern befassen.“ Für Roger Ebert war der Film der beste des Zyklus, „der am meisten abgerundete, dem der eindimensionale Ton von einigen seiner früheren Erzählungen fehlt“. Die abschließende Szene sei „sein letzter Kommentar zur Reihe, und Rohmer fordert uns auf, um Gottes Willen aufzuhören, Spiele zu spielen, und einander mit Ehrlichkeit zu umarmen.“
Der Filmdienst urteilte: „Der sehr dialogbetonte und intellektuell verschlüsselte Film setzt sich in einer subtilen Inszenierung mit moralischen Konflikten und Anfechtungen auseinander, wobei es ihm immer wieder gelingt, den Zuschauer mit der eigenen Situation zu konfrontieren.“ Reinhold Jacobi zog in Film-Korrespondenz das Fazit, es gehe bei der Moralischen Erzählung nicht „um das Infragestellen schlechthin – wo wäre da das Moralische?“ Stattdessen handle es sich um „ein Plädoyer für Nachdenklichkeit über das Glück, die Liebe, den Zufall, das Lebensprinzip.“ Peter W. Jansen verstand das Ende des Films in der Zeit als „moralischen Imperativ“, bei dem aber offen bleibe, ob er „als Glück, Niederlage, Resignation, als ein fragwürdiges Gegessen-wird-zu-Hause, als Tugend oder Unvermögen, als Wille oder Kraftlosigkeit auszulegen ist.“ Die Protagonisten von Rohmers Moralischen Erzählungen verließen ihre vier Wände, um am Ende wieder dorthin zurückzukehren, „freilich geändert, irritiert, verstört“. Dass seine Filme „die Moral kritisch und ironisch befragen und daß sie zugleich solche Fragen offenlassen und an den Zuschauer delegieren, das ist ihre künstlerische Moral.“
Im Jahr 2007 veröffentlichte der amerikanische Komiker Chris Rock ein Remake von Die Liebe am Nachmittag unter dem Titel I Think I Love My Wife (Ich glaub, ich lieb meine Frau). Zwar wird Rohmers Name nicht im Abspann genannt und die Handlung ist in die New Yorker Business-Welt transferiert, doch folgt der Film weitgehend den Grundzügen der Vorlage. Ein wesentlicher Unterschied ist allerdings die Rolle des Sex, der bei Chris Rock zur zentralen Antriebsfeder seiner Figuren wird.
Auf dem 2011 veröffentlichten Album Strange Mercy der amerikanischen Sängerin St. Vincent ist der Eröffnungstrack Chloe in the Afternoon nach dem amerikanischen Filmtitel von Die Liebe am Nachmittag benannt. Der Song ist auch inhaltlich von Rohmers Film beeinflusst, macht allerdings aus Chloe eine peitschenschwingende Domina.